# NGC 4151
NGC 4151は、りょうけん座の領域にあり、地球から6200万光年離れた位置にある中間渦巻銀河である。1787年3月17日にウィリアム・ハーシェルによって発見された。この銀河は、1943年にカール・セイファートが著し、「セイファート銀河」という言葉が生まれる元となった論文に書かれた2つの銀河のうちの1つで、活動的な超大質量ブラックホールを持つ銀河の中で最も近いものの1つである。中心の超大質量ブラックホールは、4000万太陽質量と1000万太陽質量の2つのブラックホールが15.8年おきに互いに周回していると推測されている。
その見かけから、NGC 4151のことを「Eye of Sauron」というニックネームで呼ぶ天文学者もいる。

## X線源

NGC 4151. X線(青)視覚データ(HII領域)(黄色)電波観測(赤)

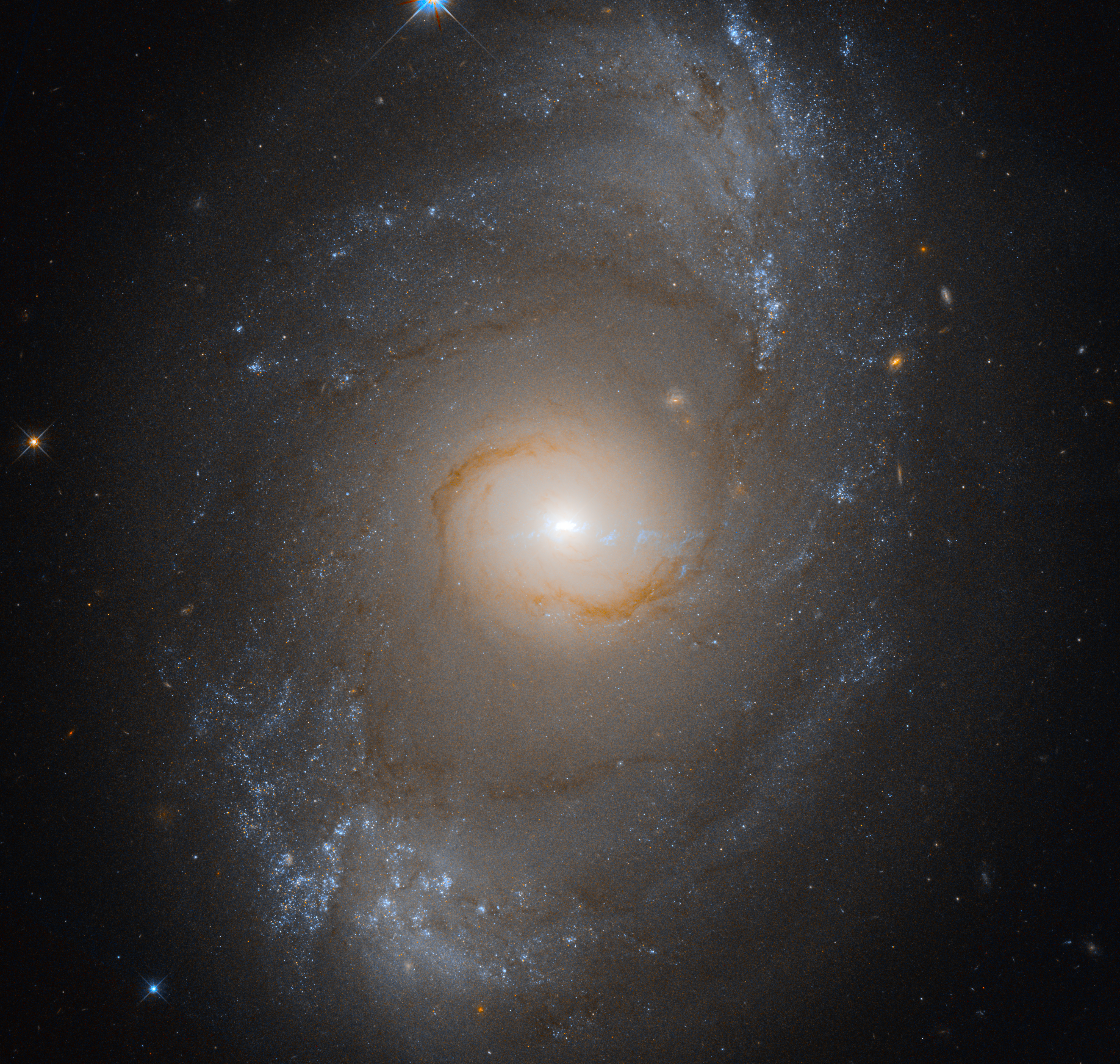
NGC 4151(ハッブル宇宙望遠鏡)

1970年にNASAのX線天文衛星ウフルは、誤差範囲が0.56deg2あるものの、この銀河から来たX線を検出した。しかし、これについては議論があり、とかげ座BL型天体の1E 1207.9 +3945を検出したのかどうかが問題点である。HEAO-1はX線源を1H 1210+393と検知している。見かけの位置は一致するもののウフルの誤差範囲とは離れている。
X線の放出については2つの可能性が挙げられている。
- 25000年前に急成長したブラックホールに物質が落ちる時、光を放出してガス中の原子がイオン化して電子が取れ、再結合する際に、X線を放射する。
- ブラックホールの降着円盤中で摩擦により起こるエネルギーでガスが高温になり、その際にX線が放射される。